# Władysław Orkan

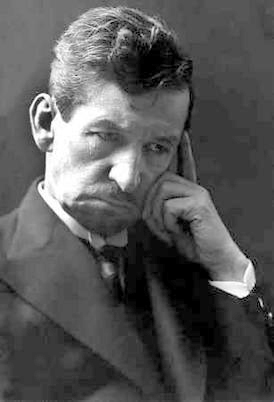

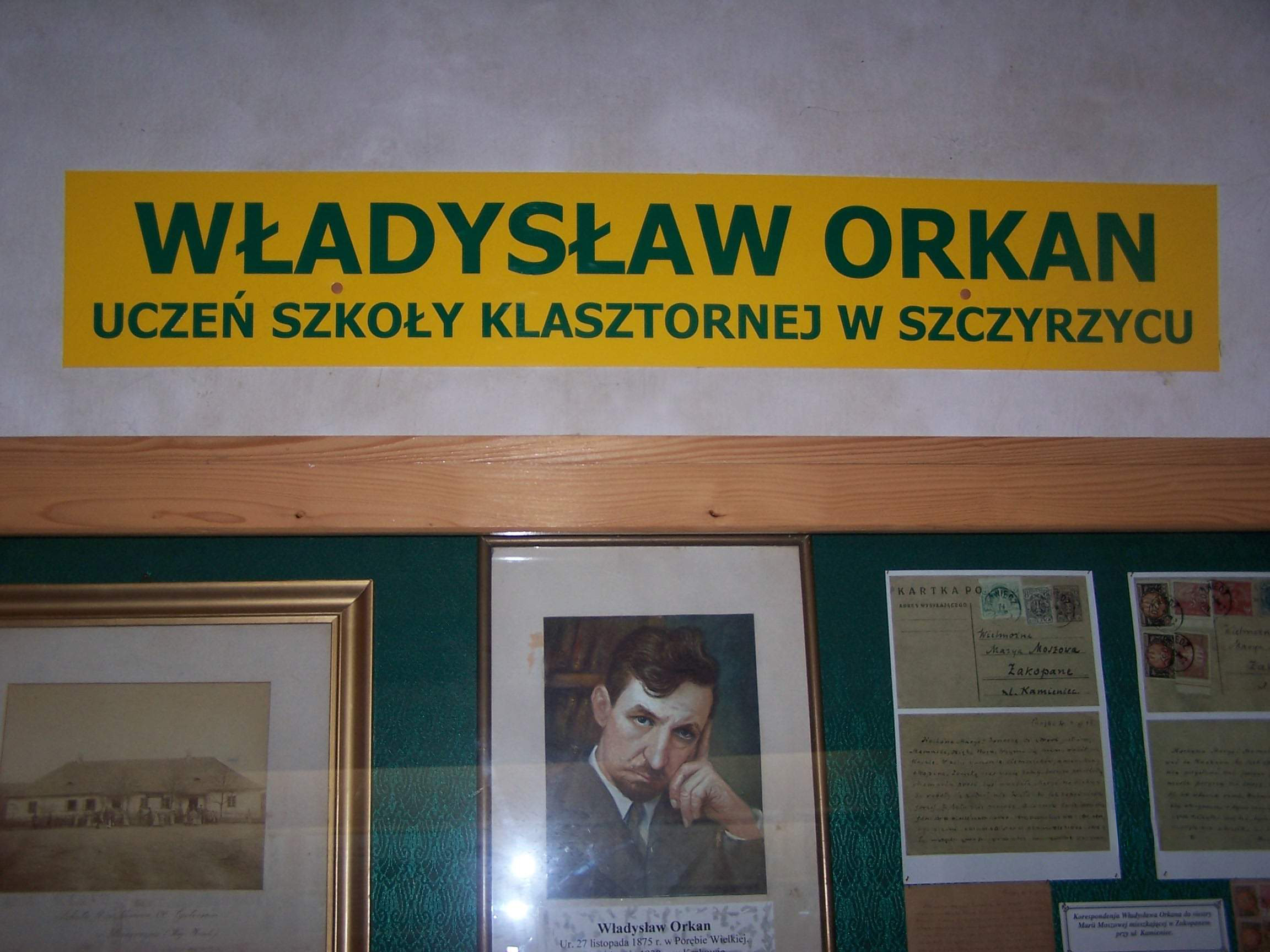
Gablota Władysława Orkana w muzeum klasztoru cystersów w Szczyrzycu

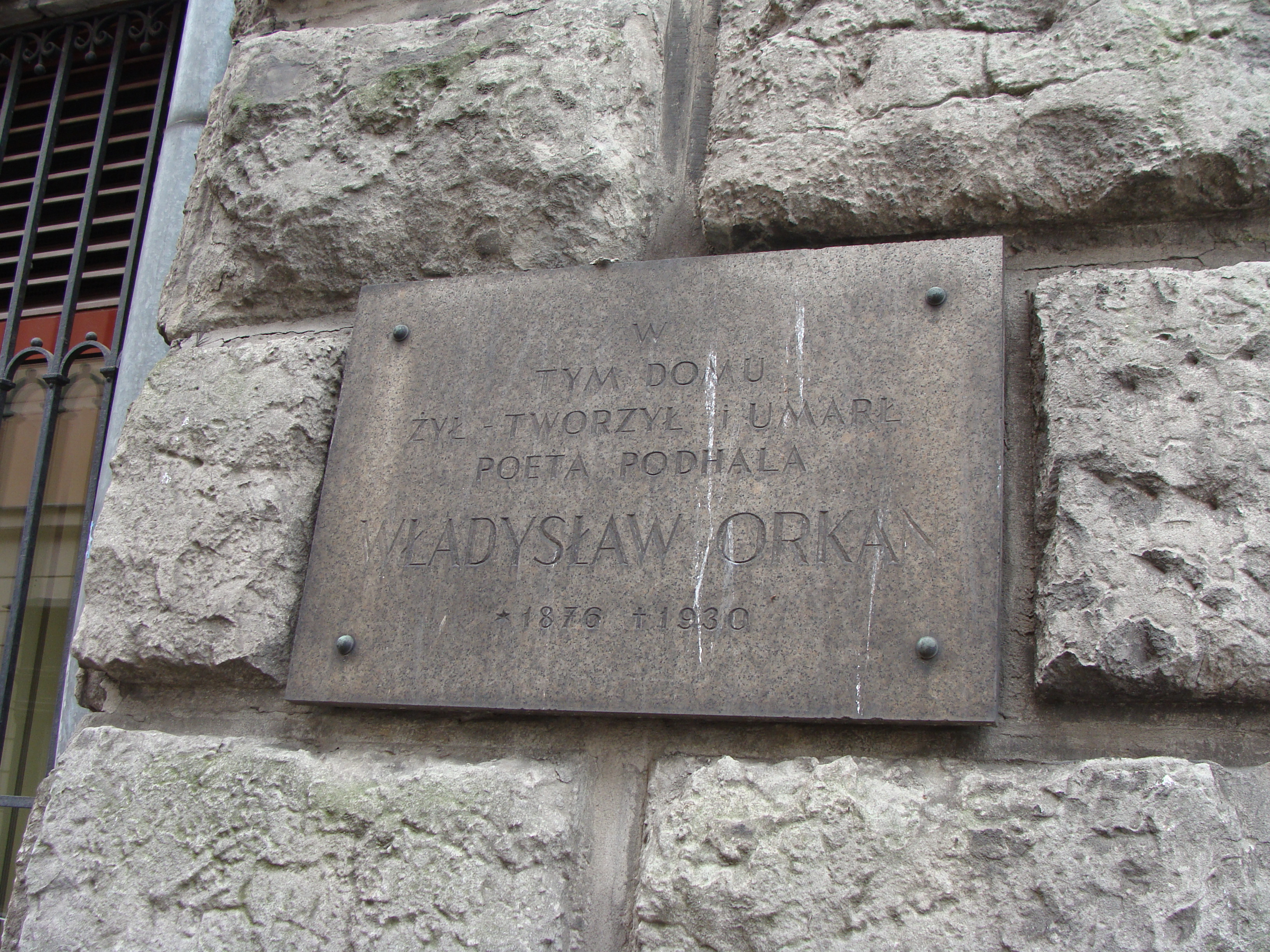
Tablica poświęcona Władysławowi Orkanowi umieszczona na budynku w którym mieszkał i tworzył w Krakowie.

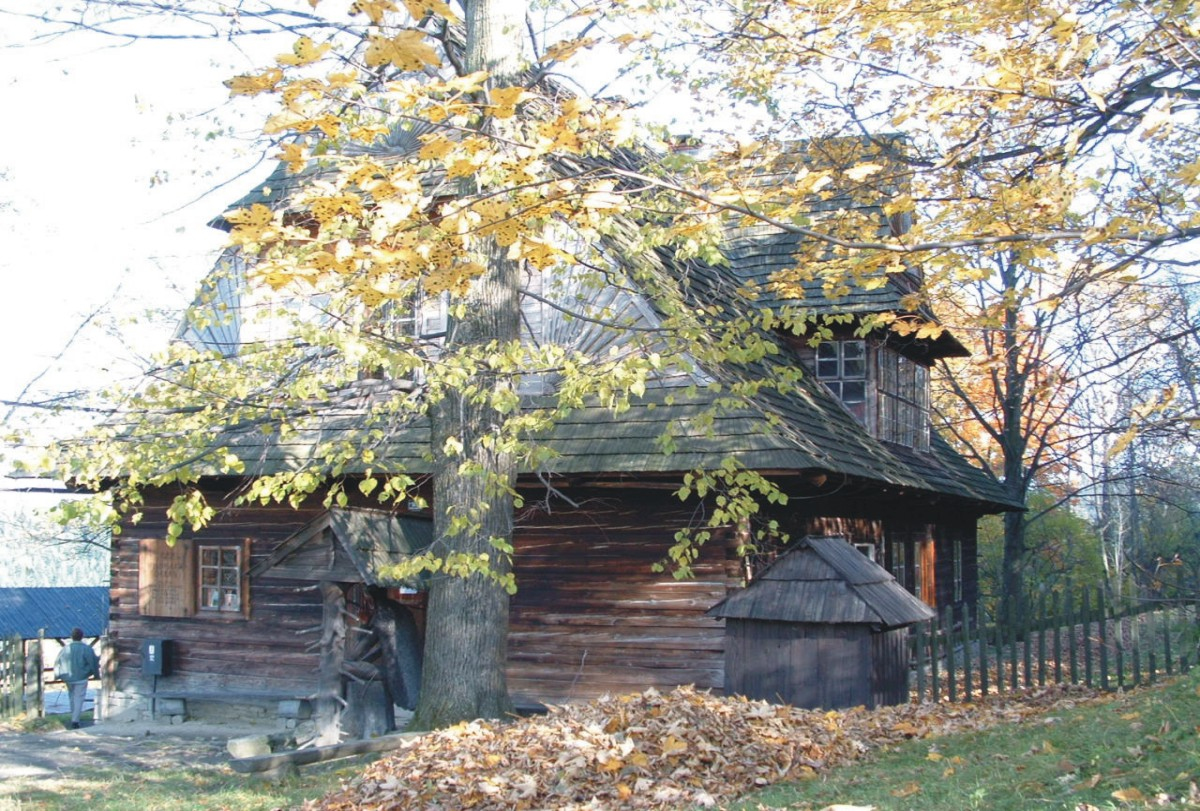
Orkanówka

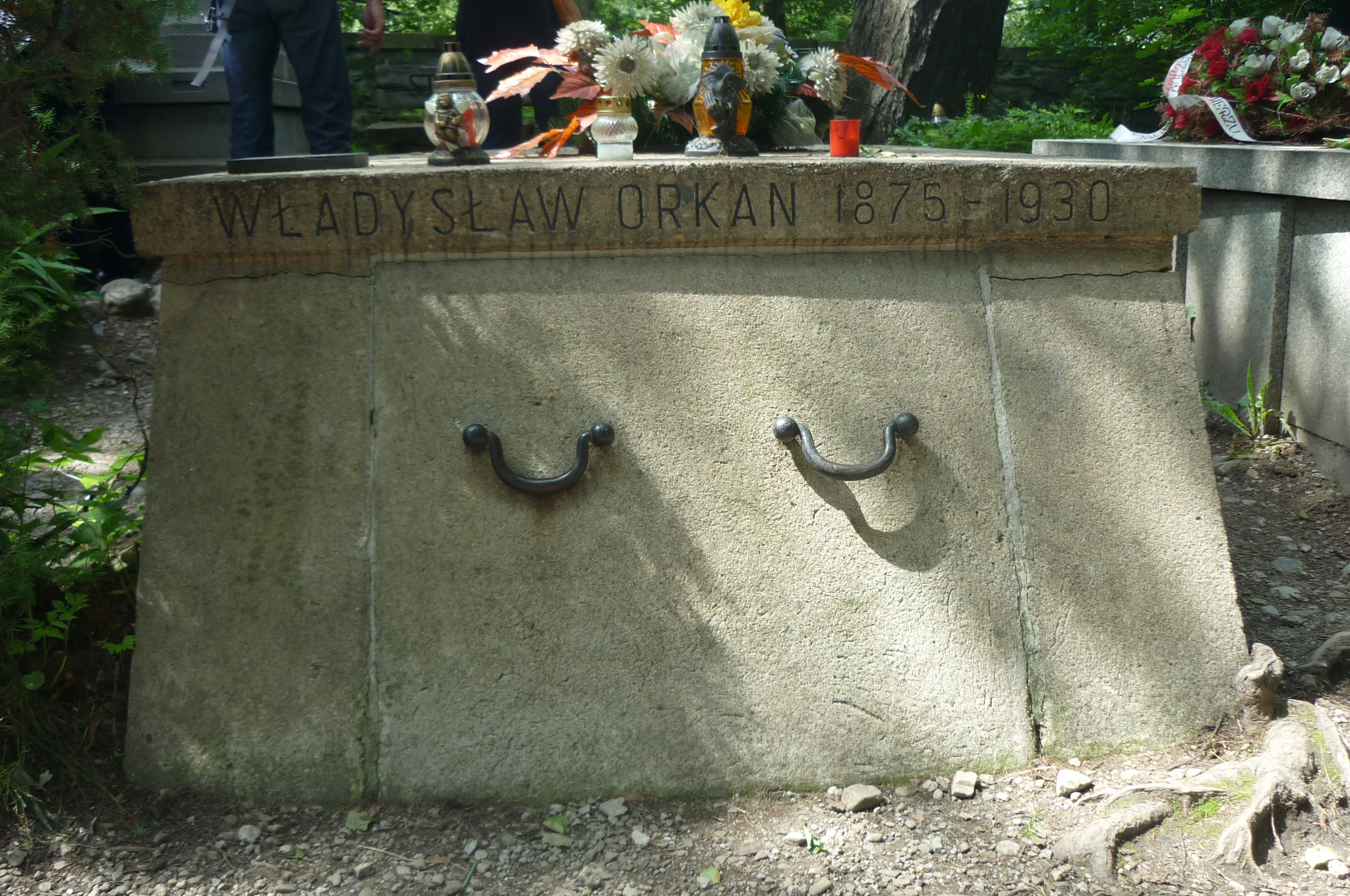
Grób Władysława Orkana na Pęksowym Brzyzku

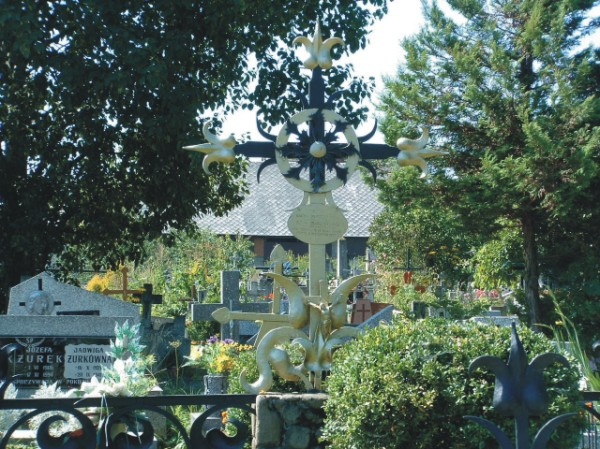
Grób Marii i Zosi w Niedźwiedziu

Władysław Orkan, właśc. Franciszek Ksawery Smaciarz (Szmaciarz) od 1898 Franciszek Ksawery Smreczyński (ur. 27 listopada 1875 w Porębie Wielkiej, zm. 14 maja 1930 w Krakowie) – pisarz tworzący w okresie Młodej Polski, chociaż do nurtu modernistycznego ani on sam, ani współcześni go nie zaliczali, oficer Legionów Polskich i Wojska Polskiego.

## Życiorys
Naprawdę nazywał się Smaciarz (vel Szmaciarz). W 1898 roku wraz z matką i rodzeństwem zmienił nazwisko na Smreczyński, od nazwiska rodowego matki Smreczak. Jego rodzice pochodzili z ubogich rodzin. Ojciec Władysława, Maciej Smaciarz (vel Szmaciarz) był drwalem w lesie, zimą zajmował się szyciem kierpców.
Z trójki rodzeństwa (najmłodsza była siostra Maria), on i jego starszy brat Stanisław zdobyli wykształcenie.
Wbrew woli ojca, który młodszego syna przeznaczył do pracy na roli, obaj po ukończeniu szkoły elementarnej w Szczyrzycu, prowadzonej przy klasztorze cystersów, kontynuowali naukę w Gimnazjum św. Jacka w Krakowie. Matka raz w miesiącu chodziła do synów pieszo ponad 70 km z Poręby do Krakowa, niosąc im w tobołku produkty żywnościowe. Jej poświęcenie i oddanie dzieciom w powieści Matka opisał jeden z czołowych przedstawicieli Młodej Polski Ignacy Maciejowski, pierwszy literacki opiekun Orkana, późniejszy przyjaciel pisarza.
W gimnazjum budził sensację swym góralskim pochodzeniem, ciesząc się jednocześnie dużą sympatią kolegów.
Angażował się bardzo w działalność wielu kółek szkolnych, uczęszczał na zebrania tajnych organizacji niepodległościowych i dużo czytał. Swoje pierwsze utwory zaczął publikować w czwartej klasie. Ponieważ władze austriackie nie zezwalały uczniom na tego typu działalność, pisał pod pseudonimem Orkan, co oddawało jego buntownicze nastroje.
W tak intensywnie prowadzonym życiu brakowało miejsca na naukę i siódmą klasę ukończył z czterema ocenami niedostatecznymi, z pozostałych przedmiotów, łącznie z językiem polskim, mając zaledwie trójki. Zamierzał kontynuować naukę, ale mimo próśb matki oraz możliwości uzyskania eksternistycznej matury, do egzaminu maturalnego nigdy nie przystąpił.
Po niepowodzeniach w uzyskaniu stałej posady urzędniczej w Krakowie powrócił do Poręby, aby z małymi przerwami na wyjazdy zagraniczne (do Włoch, Szwajcarii, na Ukrainę) czy do Zakopanego, pozostać w Gorcach do końca życia.
W tym czasie nie żył już ojciec pisarza, którego przywaliło w lesie drzewo. Jego rysy oraz mocowanie się z odwiecznym żywiołem puszczy Orkan nadał Prokopowi, bohaterowi swojej powieści Drzewiej.
Za debiut Orkana przyjmuje się Nowele wydane w 1898, do których przedmowę, zgodnie z panującym wówczas zwyczajem, napisał uznany już w literaturze, 10 lat starszy od Orkana autor Na Skalnym Podhalu – Kazimierz Przerwa-Tetmajer.
Kiedy za powieść W Roztokach w 1903 dostał niewielkie honorarium, rozpoczął budowę nowego domu na zboczu Pustki w Gorcach. Stara chałupa Smreczyńskich, coraz bardziej pochylona i przegniła, nie nadawała się już do remontu. Latem 1905 zamieszkał w niewykończonym jeszcze domu, zwanym Orkanówką. Kłopoty finansowe, jakie nękały go przez całe życie, były przyczyną tego, że dom nigdy nie został w pełni ukończony.
W tym czasie Orkan poznał pracującą na poczcie w Niedźwiedziu Marię Zwierzyńską, która przyjechała spod Lwowa dla ratowania zagrożonych gruźlicą płuc. Ślub wzięli w Zakopanem, a świadkami byli Jan Kasprowicz i Tadeusz Pini (profesor literatury na Uniwersytecie Jagiellońskim). Owocem tego związku była Zosia, jedyne dziecko Orkana.
Maria umarła, kiedy Zosia miała trzy lata. Orkan dowiedział się o tym w dwa tygodnie po pogrzebie, sam przebywał wówczas w szpitalu w Krakowie. Maria Zwierzyńska pochowana jest na cmentarzu w Niedźwiedziu.
Wychowaniem Zosi zajęła się siostra pisarza, Maria Moszowa, żona znanego kowala artystycznego z Zakopanego. Orkan bardzo kochał swoje jedyne dziecko, ale zajęty ciągłymi troskami materialnymi i kłopotami z wydawcami, nie poświęcał córce wiele czasu.
Drugą żoną pisarza została Bronisława Folejewska. Jako jedyna spośród kobiet związanych z pisarzem nie lubiła Orkanówki i rzadko tam bywała. Po śmierci Orkana dom pozostał w rękach Folejewskich, ostatnim spadkobiercą był starszy syn Bronisławy, Witold, profesor Uniwersytetu w Poznaniu.
W 1913 Orkan został redaktorem „Gazety Podhalańskiej” i brał udział w organizowaniu Drużyn Podhalańskich. W 1914 poręczył za aresztowanego na Podhalu Włodzimierza Lenina .
Po wybuchu I wojny światowej wstąpił do Legionów Polskich i został przydzielony do Biura Prasowego Naczelnego Komitetu Narodowego. 15 lipca 1915 roku wyruszył z Piotrkowa Trybunalskiego na front w składzie 4 Pułku Piechoty. 20 sierpnia 1915 roku awansował na chorążego piechoty. Po kampanii lubelskiej został odkomenderowany do służby Centralnym Biurze Ewidencyjnym Departamentu Wojskowego NKN. Od 1 września 1915 roku do 1 kwietnia 1916 roku pełnił służbę w placówce w Lublinie, a następnie w Komendzie Placu LP w Lublinie. Od 18 sierpnia 1916 roku do 7 grudnia 1917 roku w Biurze dla zbioru aktów i obrazów Legionów Polskich w Krakowie. Występował wówczas pod nazwiskiem „Władysław Orkan-Smreczyński”. 19 sierpnia 1920 został zatwierdzony z dniem 1 kwietnia 1920 w stopniu kapitana, w piechocie, w grupie oficerów byłych Legionów Polskich. Pełnił wówczas służbę w 2 Pułku Strzelców Podhalańskich. 8 września tego roku został przeniesiony do rezerwy . 8 stycznia 1924 został zatwierdzony w stopniu kapitana ze starszeństwem z 1 czerwca 1919 i 827. lokatą w korpusie oficerów rezerwowych piechoty. Posiadał wówczas przydział w rezerwie do 22 Pułku Piechoty w Siedlcach. W 1930, jako oficer pospolitego ruszenia posiadał przydział do 73 Pułku Piechoty w Katowicach.
Władysław Orkan pisał dramaty, wiersze, powieści i nowele, utwory publicystyczne, w tym reportaż Drogą Czwartaków, w którym zawarł własne wspomnienia kapitana Legionów.
Tematyką jego utworów był głównie obraz biednej polskiej wsi. Orkan był również humorystą (Herkules nowożytny i inne wesołe rzeczy), piewcą urody gorczańskiego pejzażu. Jego baśń z dawnych czasów Drzewiej, obok powieści W roztokach szczytowe osiągnięcie pisarza, porównywana jest do Puszczy jodłowej Żeromskiego. 
Orkan Zaangażowany był bardzo w nurt regionalizmu góralskiego, był współzałożycielem Związku Podhalan (warto zaznaczyć, że Orkan miał inną definicję Podhala i według dzisiejszych kryteriów jest Zagórzanem), a także jego nieoficjalnym przywódcą. Uważał Górali za naród "rozbity" na wiele grup przez podział pomiędzy wieloma państwami i uważał, że należy ich zjednoczyć. Górali uważał za część narodu polskiego i propagował polski patriotyzmu zbudowany na podwalinach góralskich (podobnie jak Towarzystwo Młodokaszubów).
W 1927 pisarz obchodził jubileusz 30-lecia pracy twórczej. Z tej okazji w auli Uniwersytetu Jagiellońskiego w Krakowie odbyła się sesja naukowa. Uroczystości zorganizowane w Nowym Targu ściągnęły tłumy nie tylko Górali. Nie powiodły się jednak zabiegi przyjaciół o ustanowienie stałej pensji twórczej. W trzy lata później nagrodę literacką przyznało pisarzowi miasto stołeczne Warszawa, ale nie zdążył już jej odebrać.
Zmarł 14 maja 1930 w Krakowie, dokąd pojechał odwiedzić umierającą córkę. Zosia zmarła dwa tygodnie później, nie dowiedziawszy się o śmierci ojca. Pochowana jest na cmentarzu w Niedźwiedziu, gdzie znajduje się również grób Witolda Folejewskiego, pasierba Orkana.
Władysław Orkan został pochowany na cmentarzu Rakowickim w Krakowie. Rok później specjalnym pociągiem jego trumna została przewieziona do Zakopanego. Pociąg zatrzymywał się na każdej stacji, całe Podhale żegnało dumaca z Gorców. Na Cmentarzu Zasłużonych na Pęksowym Brzyzku jego grób znajduje się w sąsiedztwie grobów Tetmajera, Chałubińskiego i Sabały (kw. L-I-16).

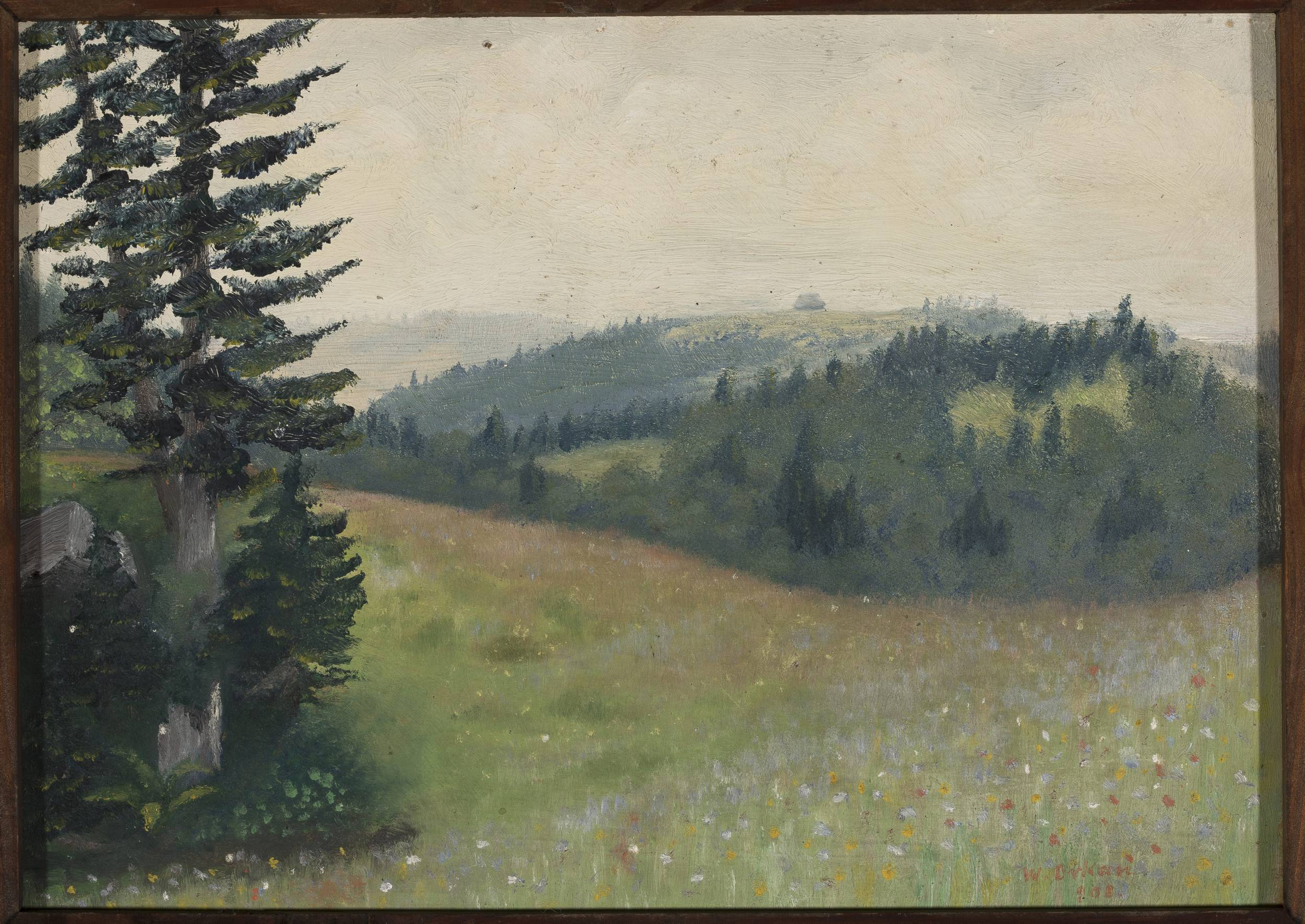
Obraz Władysława Orkana. Krajobraz z Gorców - Poręba Wielka

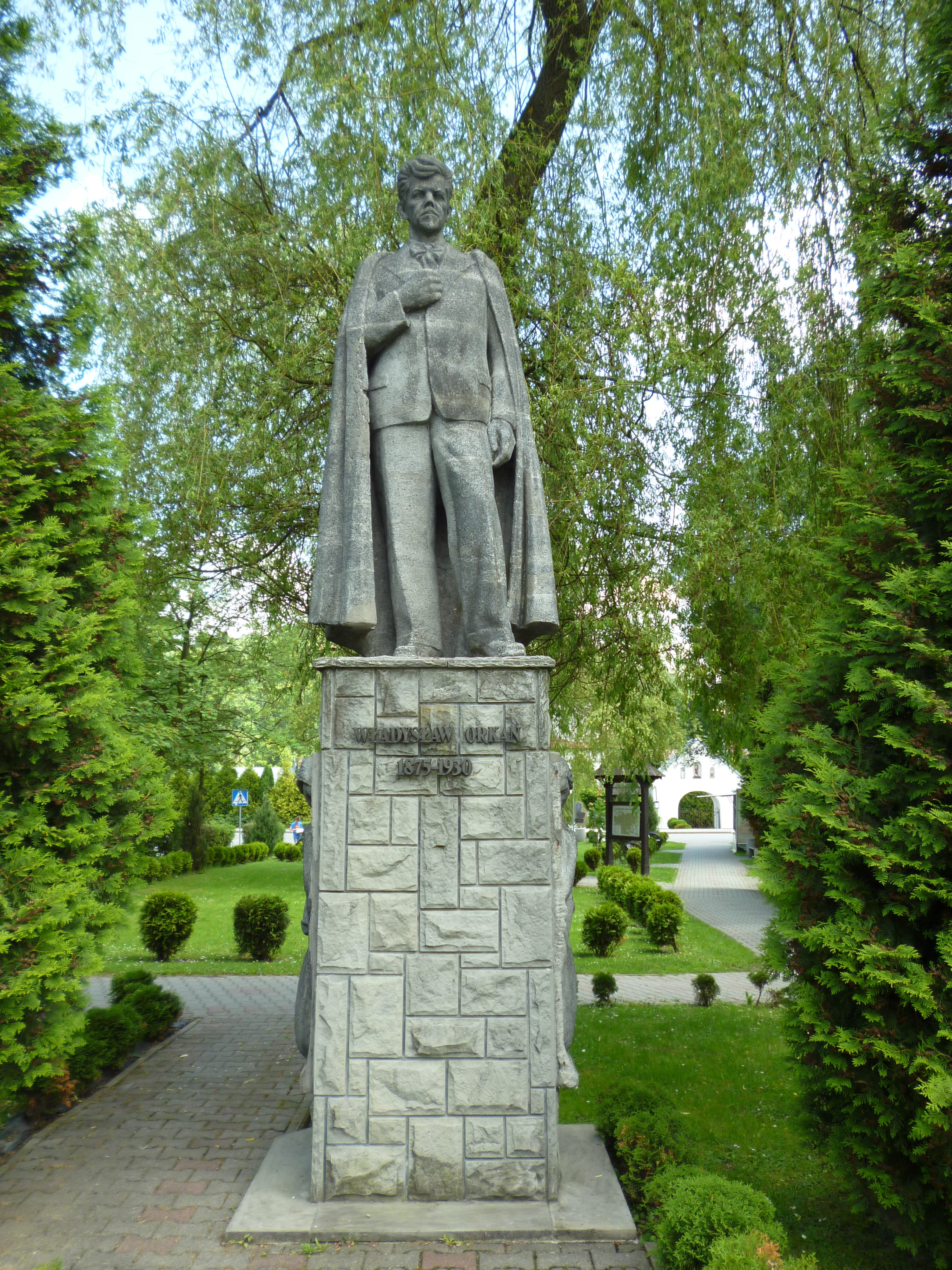
Pomnik Władysława Orkana przed siedzibą Urzędu Gminy w Niedźwiedziu

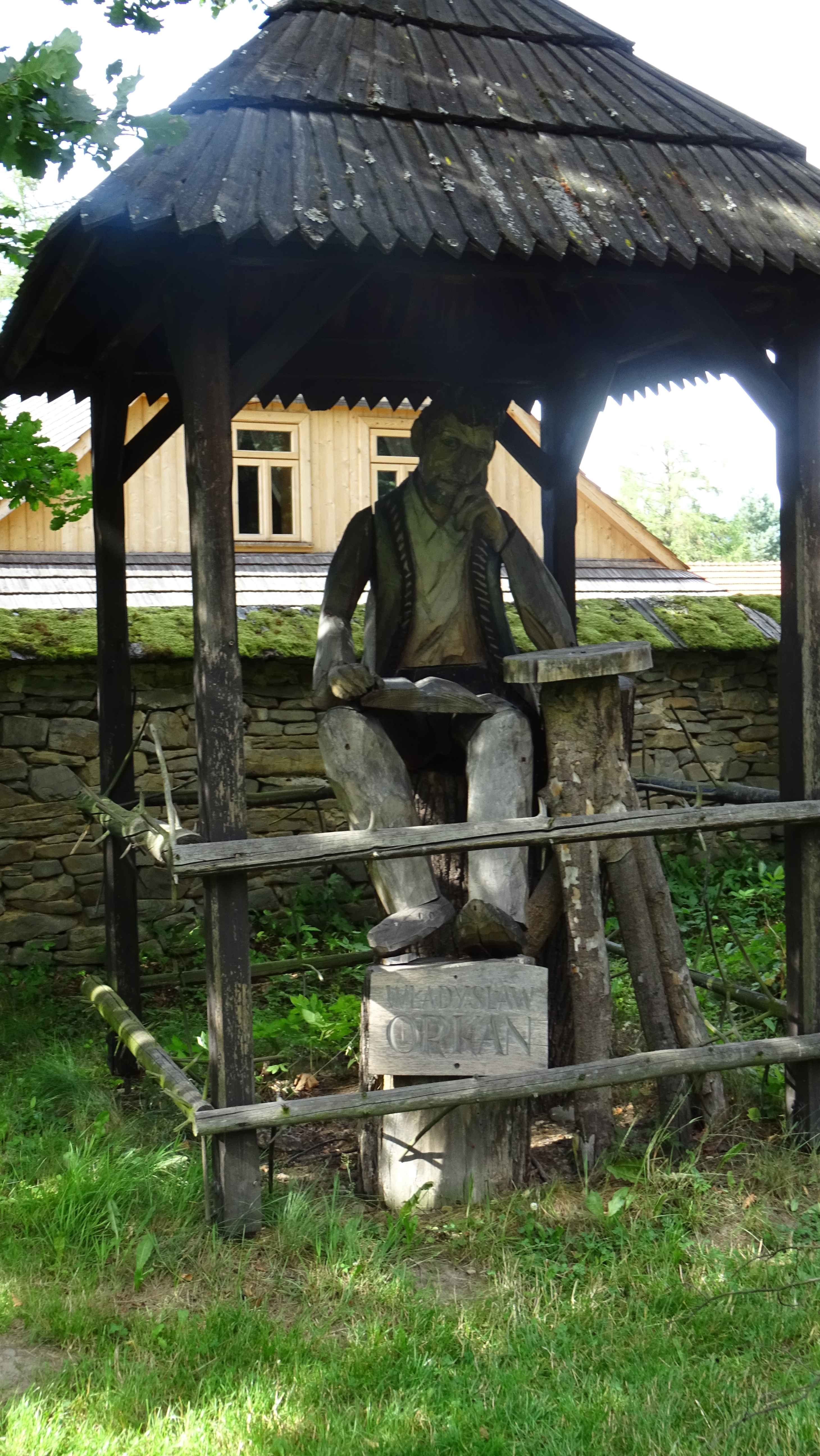
Rzeźba Władysława Orkana przy Muzeum im. Władysława Orkana w Rabce-Zdroju

## Ordery i odznaczenia
- Krzyż Niepodległości – pośmiertnie 19 grudnia 1930 „za pracę w dziele odzyskania niepodległości”[16]
- Krzyż Kawalerski Orderu Odrodzenia Polski[3]
- Krzyż Walecznych[3]

## Twórczość Władysława Orkana

### Poezje
- Nad grobem Matki. Dumania. Kraków 1896[17]
- Z tej smutnej ziemi. Lwów 1903[18]
- Z martwej roztoki. Kraków 1912
- Pieśni czasu. Piotrków 1915[19]

### Dramaty
- Skapany świat. Dramat w czterech aktach z epilogiem. Lwów 1903[20]
- Ofiara. Fragment w trzech aktach z r.1846. Kraków 1905[21]
- Wina i kara. Tragedia. Kraków 1905
- Franek Rakoczy. Epilog w trzech aktach. Lwów 1908[22]

### Nowele
- Nowele (z przedmową K. Tetmajera). Warszawa 1898[23]
- Nad urwiskiem. Szkice i obrazki. Lwów 1900[24]
- Herkules nowożytny i inne wesołe rzeczy. Kraków 1905[25]
- Miłość pasterska. Nowele. Lwów 1908[26]
- Wesele Prometeusza. Warszawa 1921[27]

### Powieści
- Komornicy Lwów 1900
- W roztokach (tom I i II) Lwów 1903[28][29]
- Pomór Kraków 1910[30]
- Drzewiej Kraków 1912[31]
- Kostka Napierski Warszawa 1925[32]

### Publicystyka
- Drogą Czwartaków. Od Ostrowca na Litwę. Kraków 1916
- Listy ze wsi (tom I i II). Warszawa 1925-1927[33][34]
- Warta. Studia, listy, szkice. Lwów 1926[35]
- Wskazania. Warszawa 1930[36]

### Utwory nieukończone
- Czantoria (i inne pisma społeczne). Warszawa 1936

## Władysław Orkan a literatura ukraińska
Władysław Orkan zajmuje centralne miejsce w dziejach polsko-ukraińskich stosunków literackich końca XIX – początku XX w. W osobistej bibliotece pisarza w Porębie Wielkiej znajdują się liczne książki ukraińskie.
Orkan nie tylko życzliwie odnosił się do literatury ukraińskiej, ale też przekładał poszczególne utwory na język polski. Osobiście znał Wasyla Stefanyka, Iwana Frankę, Bohdana Łepkiego, Michajła Jackowa i Sydira Twerdochliba. W archiwum W. Orkana, które znajduje się w oddziale rękopisów Biblioteki Jagiellońskiej w Krakowie są liczne zapisy ukraińskich pieśni ludowych, recenzji przedstawień ukraińskiego teatru ludowego w Krakowie, artykuły napisane w obronie kultury ukraińskiej. W powieści Kostka Napierski znajdujemy echa „problemu ukraińskiego”. Jego sztuka Skapany świat była wcześniej wystawiona na scenie teatru ukraińskiego we Lwowie (1900) niż w polskim (1904).
Władysław Orkan był jednym z największych popularyzatorów literatury ukraińskiej w Polsce. Razem ze znanymi przedstawicielami inteligencji ukraińskiej w Polsce – Bohdan Łepki, Władysław Jarosz i Sydir Twerdochlib – urzeczywistnił dwa najgłówniejsze wydania polskie związane z Ukrainą: zbiór opowiadań ukraińskich „Młoda Ukraina” (1908) i antologię poezji ukraińskiej „Antologia współczesnych poetów ukraińskich” (1910). Wydania te zaznajomiły czytelnika polskiego z najwybitniejszymi pisarzami ukraińskimi. Do obu wydań W. Orkan napisał przedmowy.
Znaczenie stosunków Orkana i Stefanyka oraz wkład tego pierwszego do percepcji literatury ukraińskiej w Polsce przedstawił Hryhorij Werwes w swej pracy „Władysław Orkan i literatura ukraińska”, która wyszła drukiem w Kijowie w 1962.

## Upamiętnienie
- W 1934 polonijny Związek Podhalan ufundował pomnik Władysława Orkana, który stanął na Małym Rynku w Nowym Targu. Autorem pomnika jest Stanisław Marcinow. W 2003 został on przeniesiony do Niedźwiedzia, rodzinnej miejscowości pisarza, gdzie został usytuowany w centrum wsi. Natomiast w Nowym Targu w 2012 roku postawiono wierną replikę pomnika[37];
- W Orkanówce – domu Orkana w Porębie Wielkiej (przysiółek Zagronie) powstało jego Muzeum Biograficzne, będące filią Muzeum im. Władysława Orkana w Rabce-Zdroju;
- Władysław Orkan jest głównym bohaterem filmu Kolory Kochania z 1988 roku[38]
- Władysław Orkan jest patronem zespołu szkół nr 2 w Szczecinie, I Liceum Ogólnokształcącego w Limanowej[39], w zespołu szkół w Marcinkowicach[40], zespołu szkół podstawowej i gimnazjum w Porębie Wielkiej, szkoły podstawowej nr 65 na warszawskim Żoliborzu szkoły podstawowej w Wiśniowej[41] oraz Zespołu Szkół nr 1 w Nowym Targu[42];
- W Mszanie Dolnej imię Władysława Orkana nosi Hufiec Gorczański Związku Harcerstwa Polskiego[43], Podhalański Dom Ludowy[44] i Spółdzielnia Mieszkaniowa[45];
- W 2012 roku Urząd Marszałkowski Województwa Małopolskiego w Krakowie ustanowił nagrodę Województwa Małopolskiego im. Władysława Orkana za wybitne osiągnięcia w dziedzinie działalności artystycznej i kulturalnej oraz za propagowanie idei regionalizmu dla lokalnych grup twórców działających na terenie województwa małopolskiego;
- Jego pseudonimem nazwano ulice m.in. w Radomiu, w Krakowie w Nowej Hucie[46], Kielcach i Lublinie. W katowickiej dzielnicy Brynów znajduje się osiedle Orkana;
- Na fasadzie kamienicy, przy ulicy Brackiej 1, gdzie w trakcie pobytów w Krakowie mieszkał Orkan znajduje się tablica pamiątkowa, która została odsłonięta w 1938 roku[47][48];
- W Muzeum Klasztornym OO. Cystersów w Szczyrzycu, w sali ludowej znajdują się pamiątki po Władysławie Orkanie takie jak: pisma autora, zdjęcia rodzinne[49].
- Drobnicowiec pod flagą Liberii, 30435 DWT